# Вилхелмина фон Хесен-Касел
Вилхелмина фон Хесен-Касел (на немски: Wilhelmine von Hessen-Kassel; * 25 февруари 1726, Касел; † 8 октомври 1808, Берлин) е принцеса от Хесен-Касел и чрез женитба принцеса на Кралство Прусия.

## Живот
Дъщеря е на принц Максимилиан фон Хесен-Касел (1689 – 1753) и съпругата му Фридерика Шарлота фон Хесен-Дармщат (1698 – 1777), дъщеря на ландграаф Ернст Лудвиг фон Хесен-Дармщат (1667 – 1739) и Доротея Шарлота фон Бранденбург-Ансбах (1661 – 1705), дъщеря на маркграф Албрехт II фон Бранденбург-Ансбах (1620 – 1667). Баща ѝ е брат на шведския крал Фридрих I и на ландграф Вилхелм VIII фон Хесен-Касел.
Вилхелмина се запознава през 1751 г. в Касел и се омъжва на 25 юни 1752 г. в дворец Шарлотенбург за принц Хайнрих Пруски (1726 – 1802), син на пруския крал Фридрих Вилхелм I (1688 – 1740) и по-малък брат на крал Фридрих ІI (1712 – 1786).
Хайнрих живее повечето време разделен от съпругата си. Една вероятна афера на принцеса Вилхелмина води до пълната раздяла на бездетната двойка през 1766 г. Вилхелмина започва да живее в берлинския дворец Унтер ден Линден (днес Хумболдт-университет). По време на окупацията на Берлин от Наполéон през 1806 г. 80-годишната принцеса не напуска Берлин.